# Абызово (Чувашия)
Абы́зово (чув. Хапăс) — село в Вурнарском районе Чувашской Республики, административный центр Апнерского сельского поселения.

## География
Расположено в центральной части Чувашии, в 3 км к северо-западу от районного центра — посёлка Вурнары. Через село проходит автодорога республиканского значения. Расстояние до столицы республики — Чебоксар — 82 км, до ближайшей железнодорожной станции — 6 км.

## История

### До XX века
- Впервые упоминается в XVII веке как деревня Абызова
- До 1724 года жители были ясачными, до 1866 года — государственные крестьяне
- Основные занятия: земледелие, животноводство, сапожно-скорняжный и мукомольный промыслы
- В 1-й половине XIX века объединено с селом Троицкое (Апнер)
- В 1845 году открыто мужское приходское училище
- В 1860 году основано женское училище

### XX век
- В 1930 году образован колхоз «Советская деревня»
- В 1938 году закрыта Троицкая церковь (построена не позднее XVII века)
- В 2004 году стало центром Апнерского сельского поселения

## Инфраструктура
- Средняя общеобразовательная школа
- Фельдшерско-акушерский пункт
- Дом культуры
- Отделение почтовой связи

## Известные уроженцы
- Быстрицкий Пётр Дмитриевич (1913—1996) — председатель сельского совета, ветеран ВОВ
- Гусев Александр Григорьевич (род. 1950) — руководитель учебного центра МЧС
- Гусева Наталья Петровна (род. 1951) — почётный работник приборостроительного завода

## Население
Динамика численности населения:
- 1858 — 417 чел.
- 1897 — 583 чел.
- 1926 — 931 чел.
- 2002 — 617 чел. (94% чуваши)
- 2010 — 551 чел.
- | 2010 | 2012 |
| ---- | ---- |
| 538  | ↗599 | — текущие данные

## Достопримечательности
- Памятник воинам-землякам, погибшим в Великой Отечественной войне
- Историческое здание школы XIX века